# Polynoncus bullatus
Polynoncus bullatus es una especie de escarabajo de la subfamilia Trogidae que se encuentra en Chile y Argentina.